# Parafia św. Wawrzyńca w Poznaniu
Parafia pw. Świętego Wawrzyńca w Poznaniu – parafia rzymskokatolicka znajdująca się w archidiecezji poznańskiej, w dekanacie Poznań-Jeżyce. Erygowana w 1947. Mieści się przy ulicy Przybyszewskiego.